# Resolutie 2062 Veiligheidsraad Verenigde Naties
Resolutie 2062 van de Veiligheidsraad van de Verenigde Naties verlengde de VN-vredesoperatie in Ivoorkust opnieuw met een jaar. De resolutie werd op 26 juli 2012 unaniem door de Veiligheidsraad aangenomen.

## Achtergrond
In 2002 brak in Ivoorkust een burgeroorlog uit tussen de regering in het christelijke zuiden en rebellen in het islamitische noorden van het land. In 2003 leidden onderhandelingen tot de vorming van een regering van nationale eenheid en waren er Franse en VN-troepen aanwezig. In 2004 zegden de rebellen hun vertrouwen in de regering op en namen zij opnieuw de wapens op. Het noorden van het land werd voornamelijk door deze Forces Nouvelles gecontroleerd.
Na de presidentsverkiezingen eind 2010 ontstonden wederom onlusten toen de zittende president Laurent Gbagbo weigerde op te stappen ondanks de internationaal erkende overwinning van Alassane Ouattara.

## Inhoud

### Waarnemingen
De vrede en stabiliteit in Ivoorkust waren vooruitgegaan, vooral in Abidjan. De initiatieven van president Alassane Ouattara om stabiliteit, verzoening en economisch herstel in het land te bereiken, werden verwelkomd.
Op 25 april 2012 waren verkiezingen gehouden, waarop een nieuwe nationale assemblee was samengesteld. Dat was een belangrijke stap in het herstel van de grondwettelijke orde en de democratisering.
Ontwapening, demobilisatie en herintegratie en het hervormen van leger en politie bleven voorname problemen in vooral het westen van Ivoorkust, alsook de circulatie van wapens. Positief was de terugkeer van de meeste vluchtelingen van het verkiezingsgeweld.
Het Internationaal Strafhof begon een onderzoek naar de oorlogsmisdaden en misdaden tegen de menselijkheid die sinds 28 november 2010 in Ivoorkust werden gepleegd. Het onderzoek naar misdaden sinds 19 september 2002 werd uitgebreid.

### Handelingen
Het mandaat van de UNOCI-vredesmacht en de autorisatie van de Franse ondersteuningstroepen werden verlengd tot 31 juli 2013. Het beschermen van de bevolking bleef prioriteit. Daarnaast moest de missie Ivoorkust meer gaan helpen met de ontwapening van strijders en het hervormen van de veiligheidssector.
De vredesmacht werd ook één bataljon ingekrompen. Het militaire component bestond nu uit 8645 troepen en 192 waarnemers. Het politiecomponent bleef hetzelfde, met 1555 manschappen en acht douaniers.
Op de Ivoriaanse overheid werd aangedrongen schenders van de mensenrechten, vooral na de verkiezingen, snel voor het gerecht te brengen.

## Verwante resoluties
- Resolutie 2000 Veiligheidsraad Verenigde Naties (2011)
- Resolutie 2045 Veiligheidsraad Verenigde Naties
- Resolutie 2101 Veiligheidsraad Verenigde Naties (2013)
- Resolutie 2112 Veiligheidsraad Verenigde Naties (2013)

Lijst ·  2033 ·  2034 ·  2035 ·  2036 ·  2037 ·  2038 ·  2039 ·  2040 ·  2041 ·  2042 ·  2043 ·  2044 ·  2045 ·  2046 ·  2047 ·  2048 ·  2049 ·  2050 ·  2051 ·  2052 ·  2053 ·  2054 ·  2055 ·  2056 ·  2057 ·  2058 ·  2059 ·  2060 ·  2061 ·  2062 ·  2063 ·  2064 ·  2065 ·  2066 ·  2067 ·  2068 ·  2069 ·  2070 ·  2071 ·  2072 ·  2073 ·  2074 ·  2075 ·  2076 ·  2077 ·  2078 ·  2079 ·  2080 ·  2081 ·  2082 ·  2083 ·  2084 ·  2085